# Octavia (película)
Octavia es una película  estadounidense de 1982, dirigida por David Beaird y protagonizada por Susan Curtis.

## Trama
Una joven ciega es desatendida por su autoritario padre, quien la culpa por la muerte de su madre. Un día, un criminal fugado irrumpe en la casa de su padre y pone patas arriba el mundo de la mujer ciega protegida.